# Vavřinec Hradilek
Vavřinec Hradilek (Praga, 10 de março de 1987) é um canoísta de slalom checo na modalidade de canoagem.

## Carreira
Foi vencedor da medalha de Prata em Slalom K-1 em Londres 2012.